# Mangiabo
Le Mangiabo est un sommet culminant à 1 821 m d'altitude dans le département français des Alpes-Maritimes, dans la partie méridionale du parc national du Mercantour. 

## Toponymie
L'appellation Mangiabo, qui signifie « mange-bœuf », fait référence au sommet sur lequel un bœuf aurait glissé et péri sur les pentes herbeuses raides qui caractérisent ce sommet[réf. souhaitée].

## Randonnée

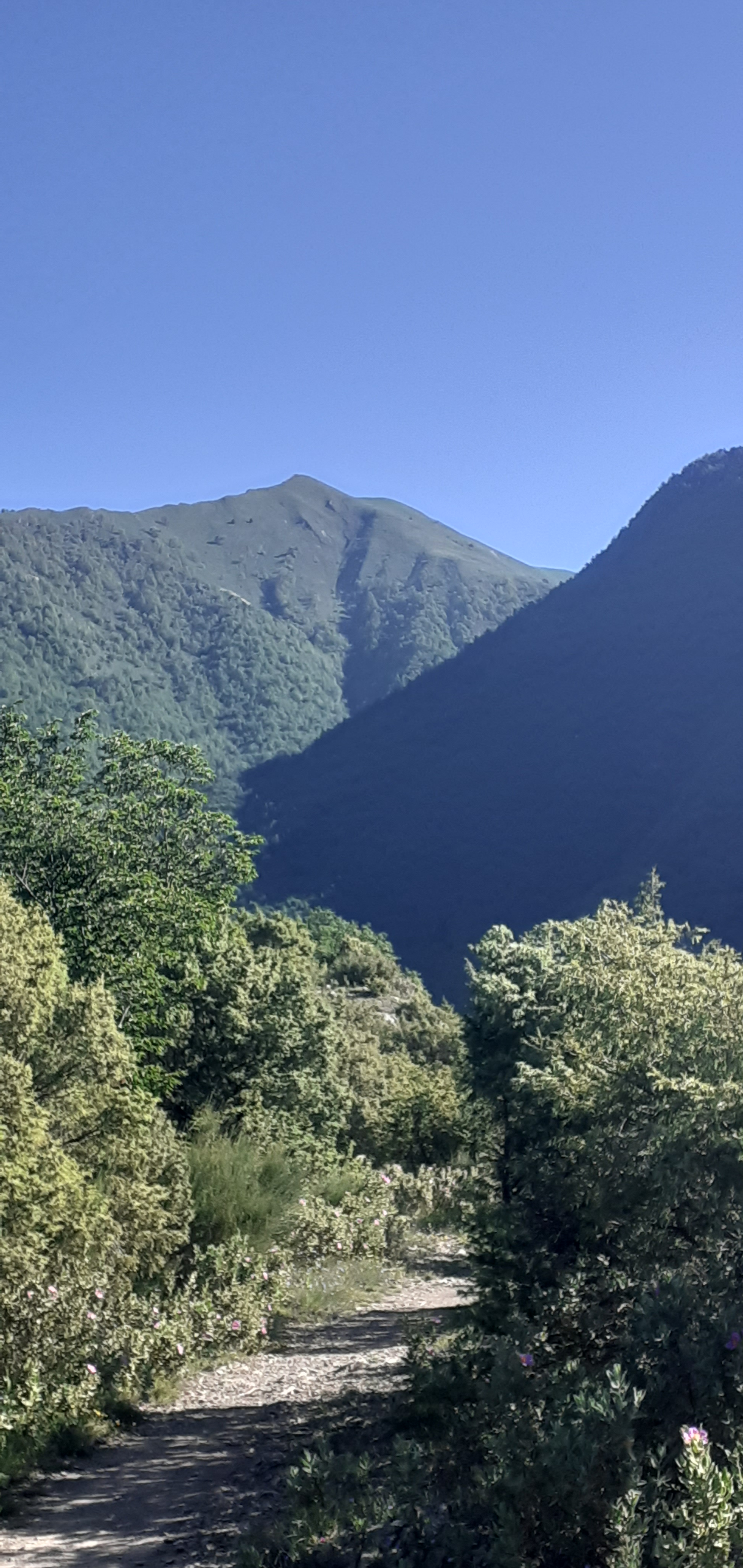
Vue sur le Mangiabo depuis le sentier du GR 52 qui passe à son sommet.

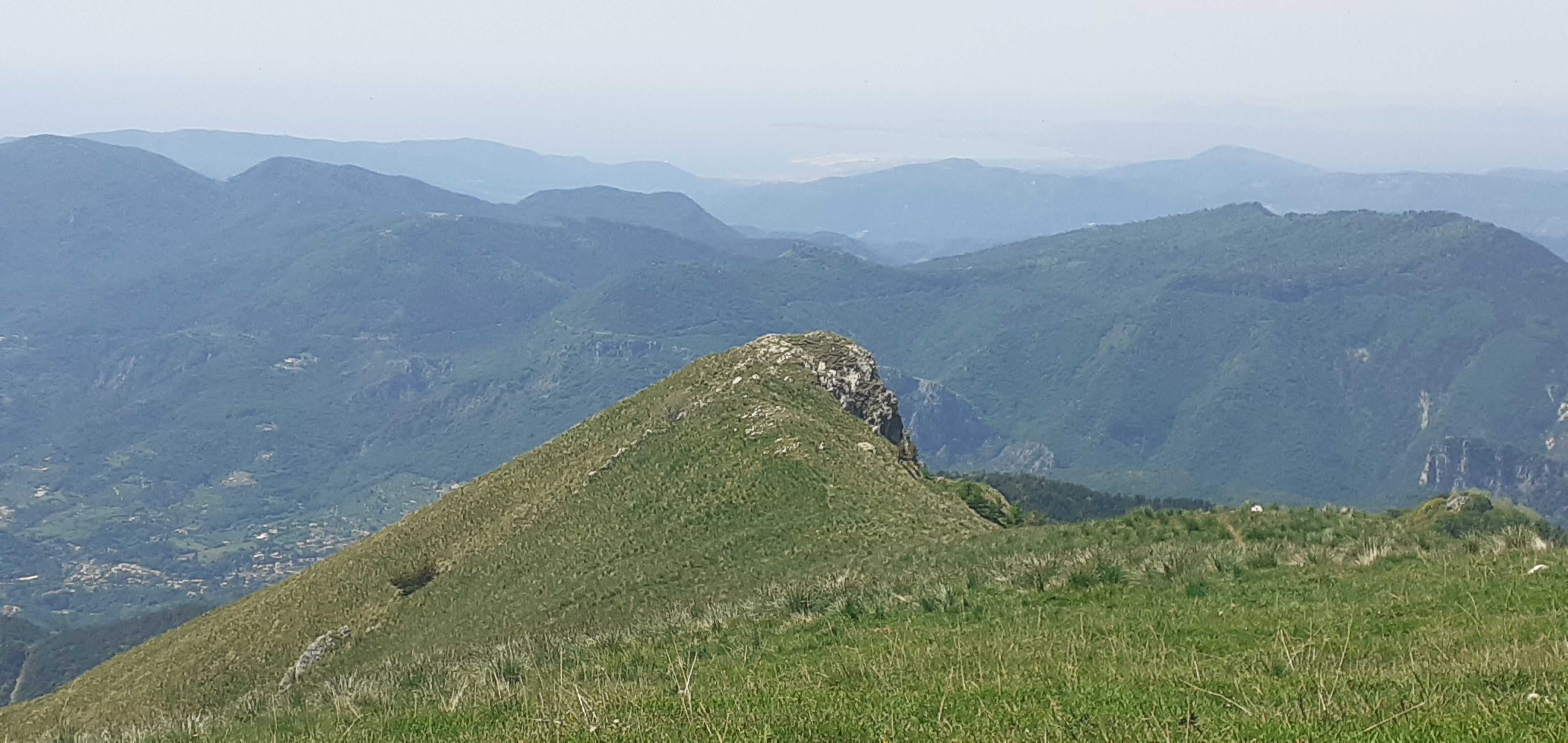
Vue depuis le sommet du Mangiabo avec en bas à gauche la commune de Sospel et en dernier plan dans la brume l'aéroport de Nice-Côte d'Azur.

Ce sommet est flanqué de toutes parts de pentes herbeuses parfois raides à travers lesquelles s'élève le GR 52. Outre le GR, plusieurs sentiers de randonnée PR (promenades et randonnées) permettent d'atteindre son sommet depuis les communes de Sospel (9,5 kilomètres l'aller, 1 500 mètres de dénivelé positif par la baisse de Linière ou de Levens) ou de Moulinet, ou du col de Brouis, notamment.